# Oreocharis henryana
Oreocharis henryana är en tvåhjärtbladig växtart som beskrevs av Oliver. Oreocharis henryana ingår i släktet Oreocharis och familjen Gesneriaceae. Inga underarter finns listade i Catalogue of Life.